# Марікріс Ґенц
Марікріс Ґенц (нар. 23 липня 1979) — колишня філіппінська тенісистка.
Найвищу одиночну позицію світового рейтингу — 284 місце досягла 18 жовтня 1999, парну — 601 місце — 11 листопада 1991 року.
Здобула 4 одиночні та 16 парних титулів.

## Фінали ITF
| Турніри $100,000 |
| Турніри $75,000  |
| Турніри $50,000  |
| Турніри $25,000  |
| Турніри $10,000  |

### Одиночний розряд: 7 (4–3)
| Результат | Ранг | Дата              | Турнір                        | Покриття | Суперниця           | Рахунок       |
| --------- | ---- | ----------------- | ----------------------------- | -------- | ------------------- | ------------- |
| Поразка   | 1.   | 22 листопада 1992 | Маніла, Філіппіни             | Тверде   | Evangelina Olivarez | 4–6, 6–4, 5–7 |
| Перемога  | 2.   | 15 вересня 1996   | Бангкок, Таїланд              | Тверде   | Міяко Атака         | 6–3, 6–2      |
| Перемога  | 3.   | 4 листопада 1996  | Маніла, Філіппіни             | Тверде   | Liu Hui-Na          | 2–6, 6–3, 6–3 |
| Перемога  | 4.   | 11 листопада 1996 | Маніла, Філіппіни             | Тверде   | Ху Чін-Бі           | 6–0, 6–1      |
| Перемога  | 5.   | 16 листопада 1998 | Маніла, Філіппіни             | Тверде   | Лара Ван Роєн       | 6–2, 6–0      |
| Поразка   | 6.   | 27 червня 1999    | Істон (Массачусетс), США      | Тверде   | Мілагрос Секера     | 5–7, 2–6      |
| Поразка   | 7.   | 4 липня 1999      | Спрингфілд (Массачусетс), США | Тверде   | Дженніфер Гопкінс   | 1–6, 0–6      |